# Половці-Рожиновські
Половці-Рожиновські — згаслий в XVI ст. давньоруський князівський рід тюркського походження. Імовірні нащадки половецького хана Тугоркана. В XV—XVI ст. були останньою князівською династією, що залишилась на Київщині після занепаду Київської Русі.

## Історія
Князівський рід Половців мав давнє походження яке пов'язують з нащадками половецького хана Тугорхана, син якого Кариман переселився в руську землю, прийняв хрещення під ім'ям Лева і отримав широку долю в Київському князівстві, імовірно ще за часів Володимира Мономаха.
За часів Великого князівства Литовського і Руського в XIV–XVI ст. володіли великою кількістю земель у Київському князівстві, на які отримали підтверджувальні грамоти від київських князів Володимира Ольгердовича та Олелька Володимировича. Відома грамота київського князя Володимира Ольгердовича Юрію Івантичу Половцю-Рожиновському від 19 січня 1381 чи 19 січня 1390 року, в якому в якості компенсації за шкоди від татарського набігу затверджувалися як старі, так і нові маєтності: Рожни, Крехово, Осово, Світильново, Бердово, Островець, Буков, Варно, Волузов, Нежин, Дорогин з урочищами і пущами від Десни по Удай і до Остеру, Сосновський уділ, Висогор.
Ці маєтності знаходились як біля самого Києва, так і розподілялися по обидва боки Дніпра. Одна, більша, половина з цих земель розташовувалась між річками Стугною, Тетеревом і Россю, вздовж по басейнах річок: верхнього Ірпеня, Роставиця та Кам'янки, і центром цієї частини, а також резиденцією князів Половців був ними ж заснований замок Сквир; а інша, також велика половина їх володінь знаходилася на лівому боці Дніпра, у повітах Остерському та Переяславському, між річками: нижньою течією Десною, Сновом, Остром та Удаєм; центром цієї половини володінь був замок Рожин, що лежав в Остерському повіті. До цієї половини князівських володінь належали міста: Ніжин, Басань і Биков з навколишніми ґрунтами та селами.
Внсалідок татарського розорення Київського князівства наприкінці XV ст., маєтності князів Половців-Рожиновських були значною мірою пограбовані і зруйновані, а населення було викрадене або втікло. Два останні представники роду: Михайло Юрійович та син його, Яцько Михайлович, намагалися давати відсіч нападникам але були обмежені через спустошення. В 1536 р. помер князь Яцько Михайлович, який доручив опіку над своїми дітьми та майном своїм приятелям, земянам київським: Івану Немиричу та Юрію Скобейку. У його духовному заповіті, що дійшов до нас, він просить опікунів закласти деякі, що залишилися на околиці Києва, свої маєтки, а гроші вжити на викуп сина Дем'яна, що втрапив в татарську неволю, і на забезпечення іншого малолітнього сина Семена, на закінчення ж, ніби передчуваючи швидке припинення свого роду, він відмовляє, у разі бездітної кончини своїх дітей, все майно, що залишалося Івану Немиричу.
Невідомо чи повернувся князь Дем'ян Половець з полону, але в усякому разі він та його брат Семен померли бездітними що відомо з того що через 30 років після смерті князя Яцька, син Івана Немирича — Йосип, пред'явив великому князю Сигізмунду Августу заповіт Яцька з проханням передати йому права на всі володіння князів Половців, що вимерли. Так як заява Немирича була до Люблінської унії, коли діяло ще литовське право стосовно землеволодіння, то його вимога не була задоволена адже за ним маєтки вотчинні та вислужені, у разі припинення роду власників, мали надійти у державну власність; на цій підставі маєтки князів Половців-Рожинівських були частиною приписані до господарських староств, а частиною роздані за службу новим особам, у тому числі незначна частка і Йосипу Немиричу.

## Фальсифікація
В 1593 р. остерський боярин Юрій Рожновський втративши батьківську маєтність, колишню власність Половців-Рожиновських — Рожни, влаштувався на службу до остерського старости Лавріна Ратомського. Після того як посада відійшла його сину Михайлу, Рожновський, скориставшись довірою нового старости, викрав документи Половців-Рожиновських і за допомогою них зміг фальсифікувати своє походження аби через суд домогтись отримати у власність колишні князівські володіння.
Інспірація Рожновського виявилась певною мірою успішною навіть попри судові позови нових власників цих маєтностей, але пізніше за невідомих обставин руський писар Захарій Єловицький отримав пожиттєвий привілей на деякі із захоплених за участі Рожновського маєтностей, через що Єловицький розпочав судовий процес проти нього. Судова тяжба тривала понад 10 років, і закінчилась в 1625 р. викриттям фактів викрадення автентичного привілею, підробки листів-свідчень і справжнього походження Рожновського.